# Aire urbaine de Péronne
L'aire urbaine de Péronne est une aire urbaine française centrée sur la ville de Péronne.

## Caractéristiques
D'après la définition qu'en donne l'INSEE, l'aire urbaine de Péronne est composée de 15 communes, situées dans la Somme. Ses 8 945 habitants font d'elle la 318e aire urbaine de France.
3 communes de l'aire urbaine sont des pôles urbains.
Le tableau suivant détaille la répartition de l'aire urbaine sur le département (les pourcentages s'entendent en proportion du département) :
| Département | Communes | Communes (%) | Superficie (km²) | Superficie (%) | Population (1999) | Population (%) |
| ----------- | -------- | ------------ | ---------------- | -------------- | ----------------- | -------------- |
| Somme       | 15       | 1,9          | 133,40           | 2,2            | 8 945             | 2,5            |